# Tectaria ingens
Tectaria ingens är en ormbunkeart som först beskrevs av Atk. och C. B. Cl., och fick sitt nu gällande namn av Holtt. Tectaria ingens ingår i släktet Tectaria och familjen Tectariaceae. Inga underarter finns listade.